# Linda Farkas
Linda Farkas (2003) es una deportista húngara que compite en natación sincronizada. Ganó una medalla de bronce en el Campeonato Europeo de Natación de 2021, en la prueba rutina especial.

## Palmarés internacional
| Campeonato Europeo | Campeonato Europeo | Campeonato Europeo | Campeonato Europeo |
| Año                | Lugar              | Medalla            | Prueba             |
| ------------------ | ------------------ | ------------------ | ------------------ |
| 2021               | Budapest (Hungría) | Medalla de bronce  | Rutina especial    |